# Gouvernement David Alward
Le gouvernement David Alward est formé à la suite de la victoire du Parti progressiste-conservateur durant l'élection générale néo-brunswickoise de 2010. Les ministres ont été assermentés en octobre. David Alward a promis de ne nommer que quinze ministres.

## Formation du conseil

### Ministres actuels
| Ministre           | Ministère | Dates     |
| ------------------ | --- | --------- |
| David Alward       | Président du Conseil exécutif premier ministre du Nouveau-Brunswick et ministre des Affaires intergouvernementales | 2010-     |
| Paul Robichaud     | Vice-premier ministre du Nouveau-Brunswick et ministre du Développement économique                                 | 2010-     |
| Marie-Claude Blais | Procureure générale du Nouveau-Brunswick ministre de la Justice et de la Consommation                              | 2010-     |
| Jody Carr          | ministre de l'Éducation et du Développement de la petite enfance                                                   | 2010-     |
| Madeleine Dubé     | ministre de la Santé                                                                                               | 2010-2012 |
| Madeleine Dubé     | ministre du Développement social                                                                                   | 2012-     |
| Bruce Fitch        | ministre des Gouvernements locaux                                                                                  | 2010-2012 |
| Bruce Fitch        | ministre de l'Environnement et des Gouvernements locaux                                                            | 2012-     |
| Hugh J. Flemming   | ministre de la Santé                                                                                               | 2012-     |
| Blaine Higgs       | ministre des Finances                                                                                              | 2010-     |
| Blaine Higgs       | ministre des Ressources humaines                                                                                   | 2010-2012 |
| Trevor Holder      | ministre du Mieux-être, de la Culture et du Sport ministre du Tourisme et des Parcs                                | 2010-2012 |
| Trevor Holder      | ministre de la Culture, du Tourisme et de la Vie saine                                                             | 2012      |
| Trevor Holder      | ministre du Tourisme, du Patrimoine et de la Culture                                                               | 2012-     |
| Craig Leonard      | ministre de l'Énergie                                                                                              | 2010-2012 |
| Craig Leonard      | ministre des Services gouvernementaux                                                                              | 2012      |
| Craig Leonard      | ministre de l'Énergie et Mines                                                                                     | 2012-     |
| Troy Lifford       | ministre des Ressources humaines                                                                                   | 2012-     |
| Bruce Northrup     | ministre des Ressources naturelles                                                                                 | 2010-     |
| Mike Olscamp       | ministre de l'Agriculture, de l'Aquaculture et des Pêches                                                          | 2010-     |
| Dorothy Shephard   | ministre des Communautés saines et inclusives                                                                      | 2012-     |
| Danny Soucy        | ministre de l'Éducation postsecondaire, de la Formation et du Travail                                              | 2012-     |
| Susan Stultz       | ministre du Développement social                                                                                   | 2010-2012 |
| Susan Stultz       | ministre des Services gouvernementaux                                                                              | 2012-     |
| Robert Trevors     | ministre de la Sécurité publique                                                                                   | 2010-     |
| Claude Williams    | ministre des Transports et de l'Infrastructure                                                                     | 2010-     |

### Anciens ministres
| Ministre            | Ministère                                                             | Dates     |
| ------------------- | --------------------------------------------------------------------- | --------- |
| Margaret-Ann Blaney | ministre de l'Environnement                                           | 2010-2012 |
| Margaret-Ann Blaney | ministre de l'Énergie                                                 | 2012      |
| Martine Coulombe    | ministre de l'Éducation postsecondaire, de la Formation et du Travail | 2010-2012 |